# Argitea
Argitea (in greco antico: Ἀργεθία?) era una polis dell'antica Grecia ubicata nella regione di Atamania in Tessaglia.

## Storia
Le primetestimonianze sulla città provengono da fonti epigrafiche: nel IV secolo a.C. è documentata la nomina di un prosseno di Argitea. Intorno al 230-220 a.C. la nomina di un teorodoco della città per accogliere il teoro di Delfi.
All'epoca di Tito Livio era la capitale dell'Atamania. Nel 189 a.C. ci fu una ribellione degli Atamani per cercare di ripristinare il governo di Aminandro sull'Atamania, che ebbe il supporto della Lega etolica e questa ribellione riuscì a cacciare il presidio che aveva lasciato in città Filippo V di Macedonia. Filippo, successivamente, inviò altre truppe contro Argitea per cercare di riprendere la città, ma non riuscì nel tentativo.
Viene localizzata nel sito di Heliniká, a circa 2 km dall'attuale Argitea.